# Junghuhnia globospora
Junghuhnia globospora är en svampart som beskrevs av Iturr. & Ryvarden 2010. Junghuhnia globospora ingår i släktet Junghuhnia och familjen Meruliaceae.   Inga underarter finns listade i Catalogue of Life.